# Zawady (gromada w powiecie sochaczewskim)
Zawady – dawna gromada, czyli najmniejsza jednostka podziału terytorialnego Polskiej Rzeczypospolitej Ludowej w latach 1954–1972.
Gromady, z gromadzkimi radami narodowymi (GRN) jako organami władzy najniższego stopnia na wsi, funkcjonowały od reformy reorganizującej administrację wiejską przeprowadzonej jesienią 1954 do momentu ich zniesienia z dniem 1 stycznia 1973, tym samym wypierając organizację gminną w latach 1954–1972.
Gromadę Zawady z siedzibą GRN w Zawadach utworzono – jako jedną z 8759 gromad na obszarze Polski – w powiecie sochaczewskim w woj. warszawskim, na mocy uchwały nr VI/10/4/54 WRN w Warszawie z dnia 5 października 1954. W skład jednostki weszły obszary dotychczasowych gromad Gnatowice, Gnatowice Nowe, Grabnik(), Kwiatkówek, Łazy, Paski, Pasikonie, Skarbikowo, Wola Pasikońska i Zawady ze zniesionej gminy Łazy w tymże powiecie. Dla gromady ustalono 14 członków gromadzkiej rady narodowej.
31 grudnia 1959 z gromady Zawady wyłączono wsie Gnatowice Nowe i Paski, włączając je do gromady Teresin w tymże powiecie, po czym gromadę Zawady zniesiono a jej (pozostały) obszar włączono do gromady Kampinos tamże.